# Vuurtoren van Berlenga
De Vuurtoren van Berlenga of Vuurtoren Duque de Bragança is een vuurtoren op het Portugese eiland Berlenga Grande in de eilandengroep Berlengas in het district Leiria. De vuurtoren staat op ongeveer tien kilometer uit de kust van het vasteland ten westen van Peniche, op het hoogste punt van het eiland.
Het complex bestaat een vierkante witte toren van baksteen en enkele bijgebouwen. De toren is 29 meter hoog en de lantaarn en het balkon zijn rood van kleur.
De vuurtoren had tussen 1897 en 1985 twee hyperradiale fresnellenzen. 
Tegenwoordig werkt de vuurtoren op fotovoltaïsche panelen.

## Geschiedenis
In 1758 werd er opdracht gegeven om de vuurtoren te bouwen en die kwam in 1841 gereed. In 1842 werd de vuurtoren in gebruik genomen.
In 1860 werden de bijgebouwen opgetrokken.
In 1897 werden hyperradiale fresnellenzen met een brandpuntsafstand van 1330 mm geïnstalleerd. 
In 1924 werd er een sirene op basis van perslucht geïnstalleerd.
In 1926 werd de vuurtoren geëlektrificeerd door middel van generatoren.
In 1985 werd de vuurtoren geautomatiseerd en werden de fresnellenzen vervangen door een PRB21.
In 2000 werden zonnepanelen geïnstalleerd om de vuurtoren van elektriciteit te voorzien.